# Remo Chiosso
Remo Chiosso (Torino, 3 marzo 1947 – Torino, 8 febbraio 2007) è stato un autore di giochi italiano specializzato in Murder party.
È stato il primo autore italiano che abbia scritto un libro specifico sul murder party, in un'ottica però puramente ludica: Murder party: crimini divertenti.
Dal 1994 è autore e regista di diversi murder party (sia teatrali sia di modalità classica). Le sue opere (oltre una decina) sono note non solo per la trama, ma per la modalità di rappresentazione (interattività assoluta tra pubblico ed attori).
Nel 1998 fonda con Antonello Lotronto Murderparty.it
Sulla scorta di questa sua attività e ritenendo la simulazione a mezzo attori e modalità teatrali uno degli strumenti più opportuni per l'apprendimento, anche aziendale, ha realizzato anche un'attività parallela di training aziendale, applicando il murder party per sviluppare il problem solving e il team building.
Ha rilasciato interviste (radiofoniche, televisive e sulla stampa) sull'evoluzione del settore dei Murder party), e ha inoltre tenuto un corso all'Università di Salerno (2003) sui murder party. Le sue esperienze nelle scuole sono riassunte nel libro Inventare destini
Ha partecipato ai Festival del Giallo (Bassiano, Brescia, etc.) ed è stato presente ai principali festivals di giochi italiani.
È morto l'8 febbraio 2007.

## Opere
- Murder party: crimini divertenti. Roma, ed. Novecento GeC, 2003.